# Thuốc lá (thực vật)
Cây thuốc lá (danh pháp hai phần: Nicotiana tabacum) là cây thuộc họ Cà. Đây là loài được trồng phổ biến nhất của chi Thuốc lá, lá dùng để chế biến các sản phẩm thuốc lá. Cây cao từ 1 m đến 2 m. Cây thuốc lá được cho là có nguồn gốc từ các loài Nicotiana hoang dại, là dòng lai của các loài Nicotiana sylvestris, Nicotiana tomentosiformis, và có thể cả Nicotiana otophora.

## Phân bố
N. tabacum là loài bản địa của vùng nhiệt đới và cận nhiệt đới châu Mỹ, nhưng hiện đã được trồng khắp thế giới.

## Sinh thái
N. tabacum nhạy cảm với nhiệt độ, độ ẩm không khí và của đất, loại đất trồng. Điều kiện thích hợp cho cây sinh trưởng là 20 đến 30 °C, độ ẩm không khí từ 80 đến 85% đất không chứa quá nhiều nitơ.

## Hóa học thực vật
Cây thuốc lá chứa các hợp chất:
Nicotine, Anabasine (một alkaloid tương tự nicotine nhưng có hoạt tính thấp hơn), Glucosides (tabacinine, tabacine), 2,3,6-Trimethyl-1,4-naphthoquinone, 2-Methylquinone, 2-Napthylamine, Propionic acid, Anatalline, Anthalin, Anethole, Acrolein, Anatabine, Cembrene, Choline, Nicotelline, Nicotianine, Pyrene.

## Thư viện ảnh

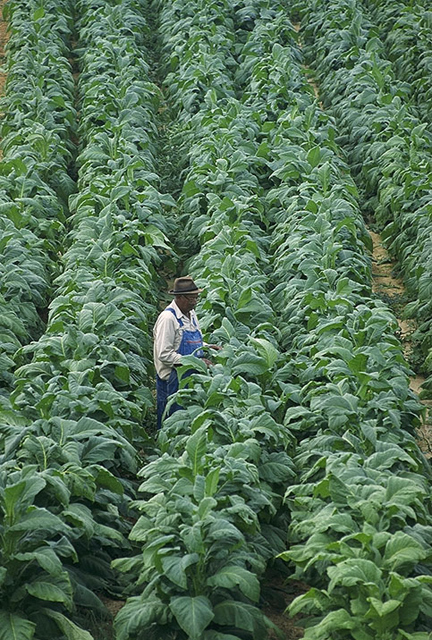
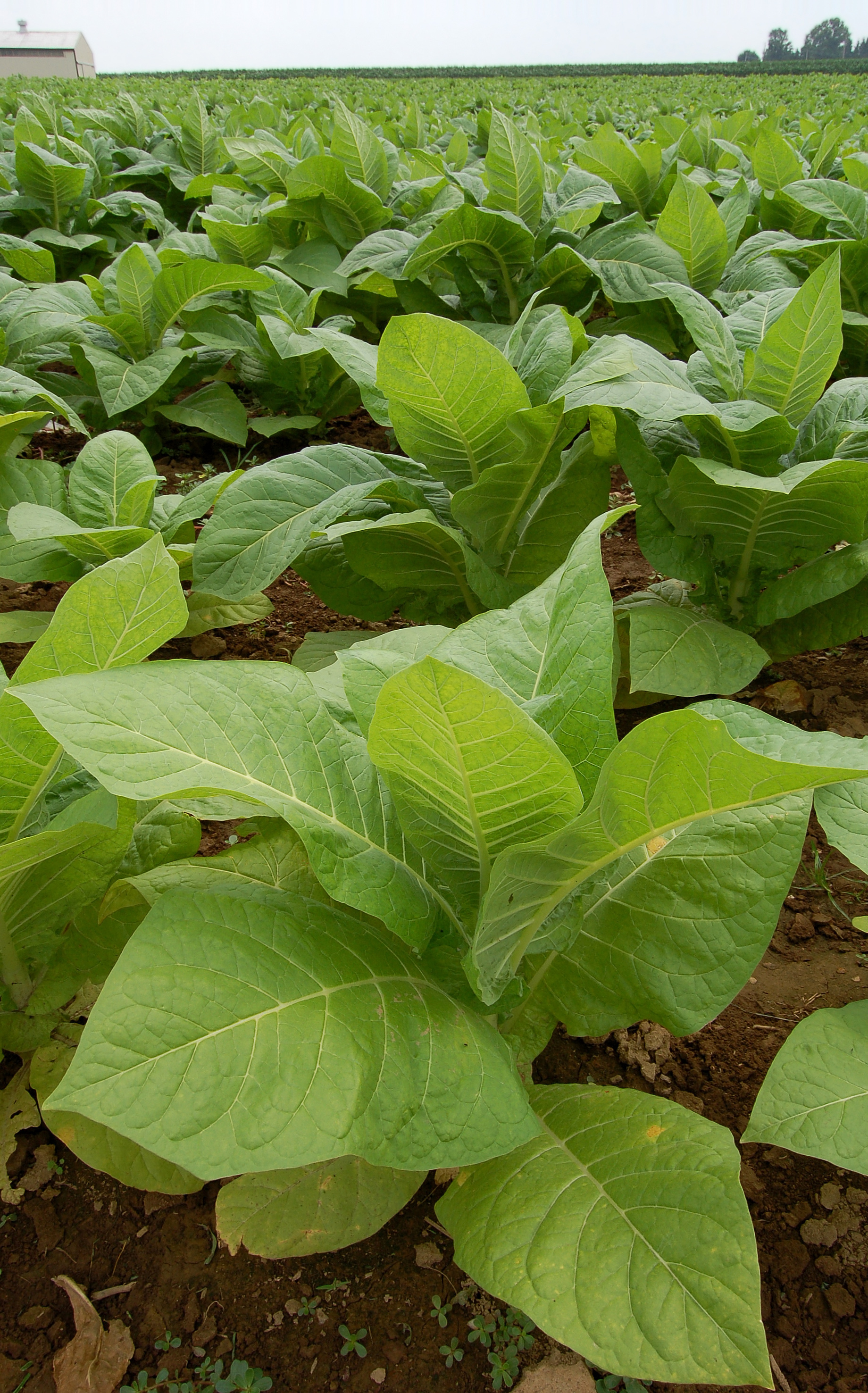
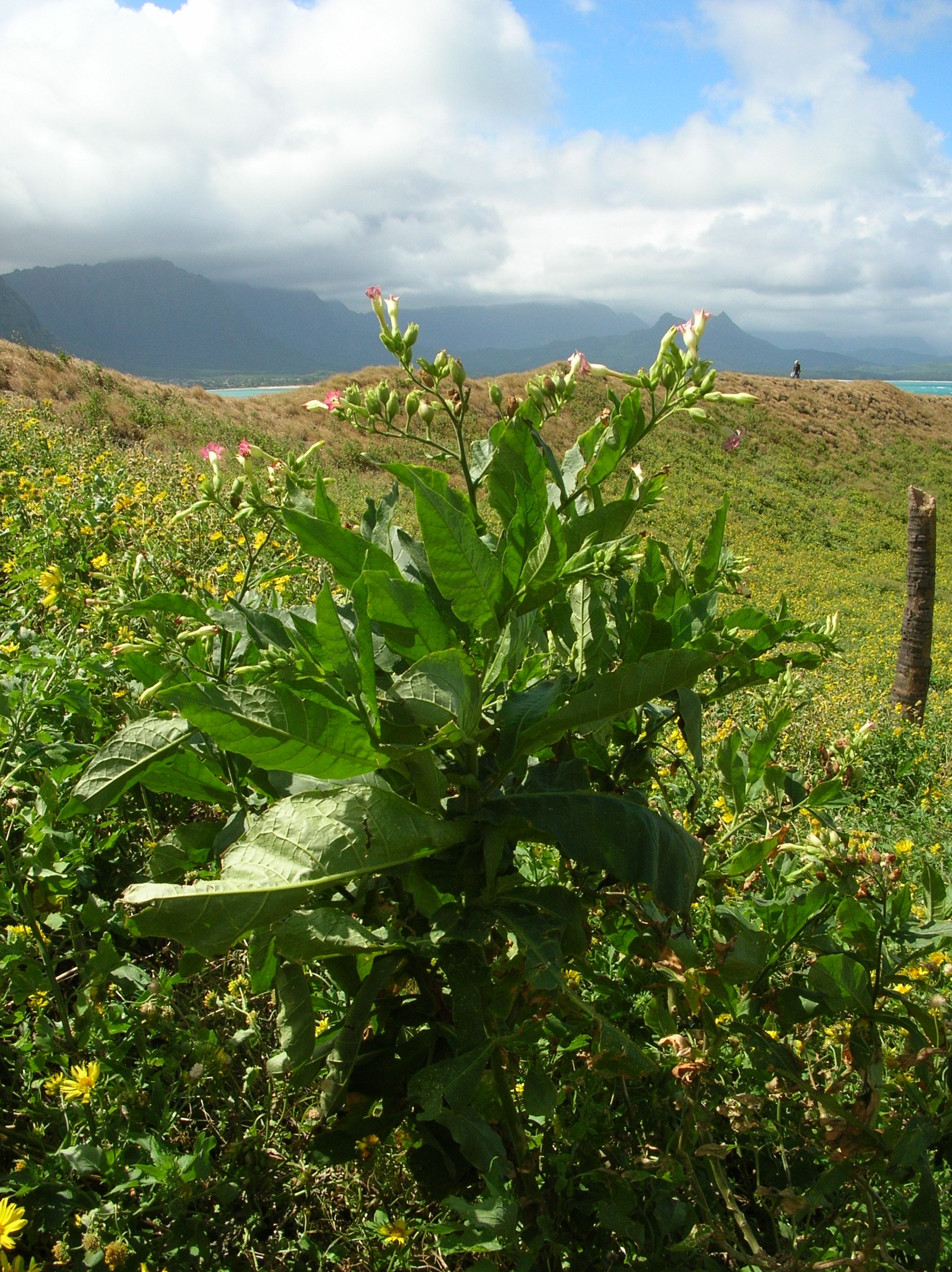
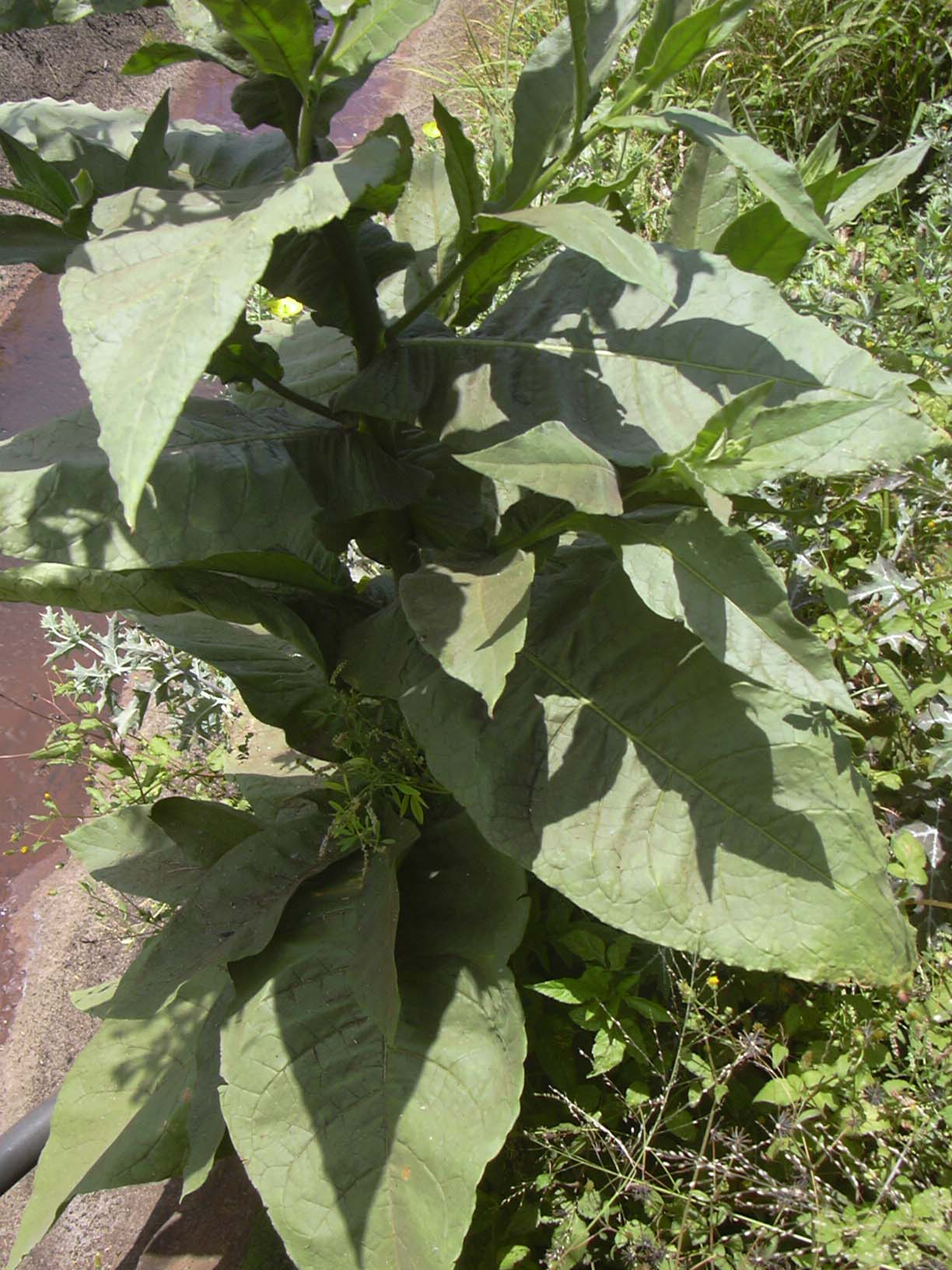
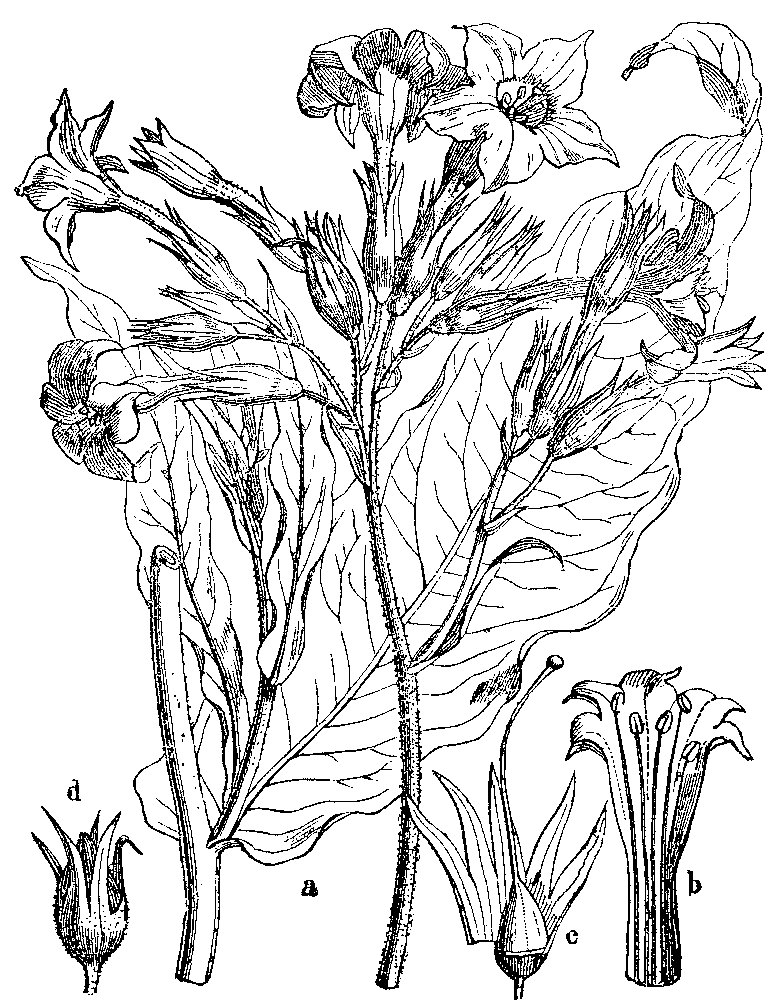
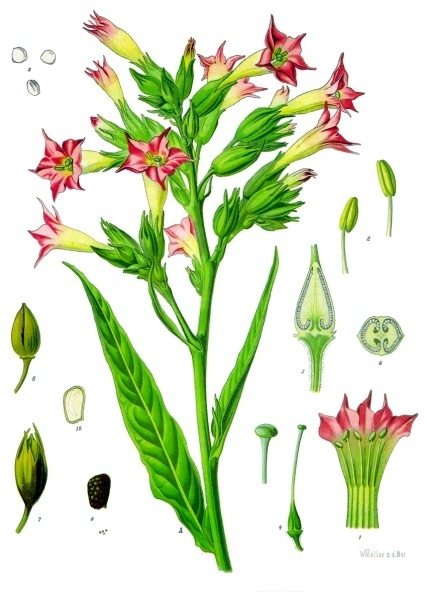
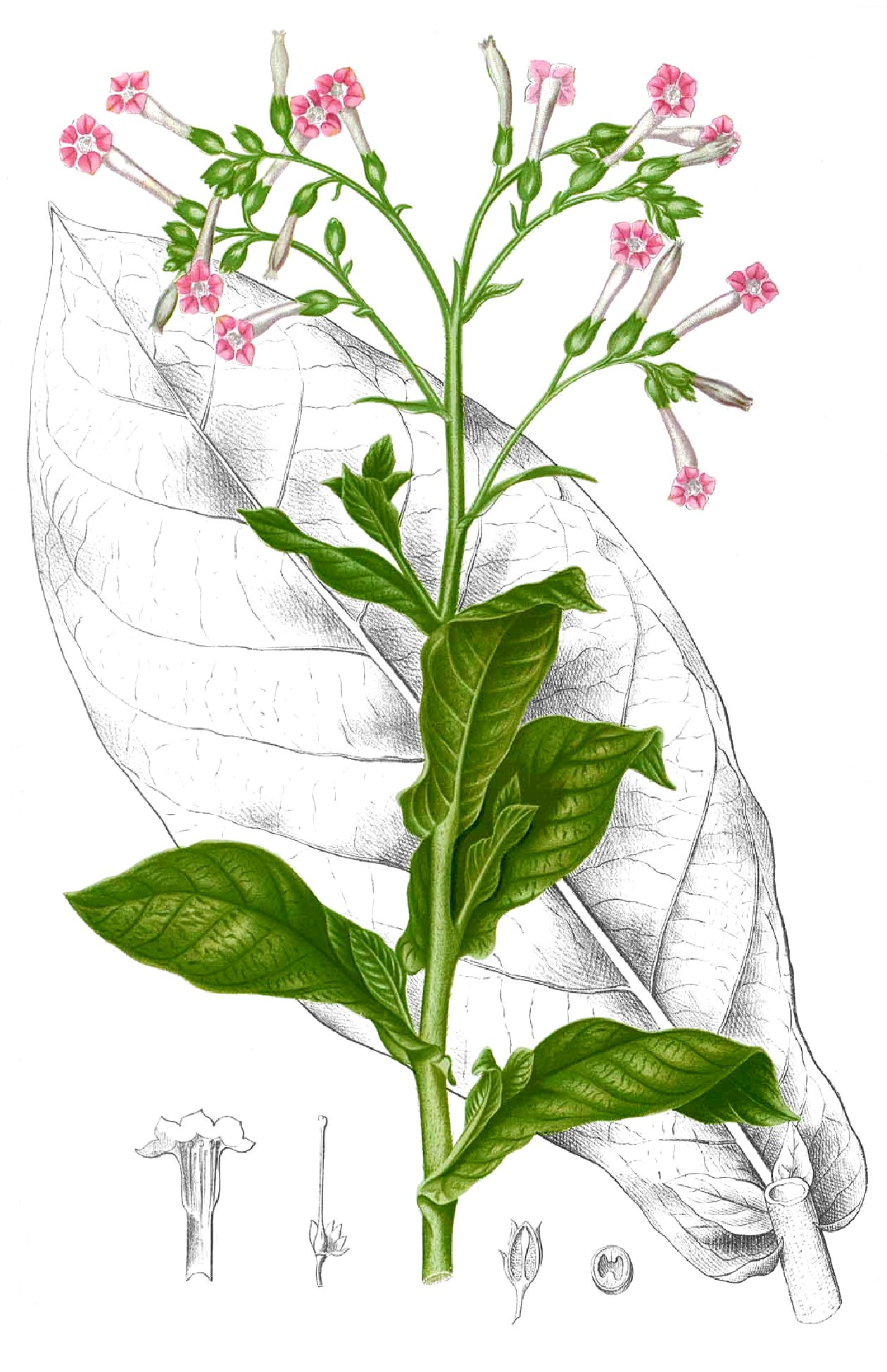
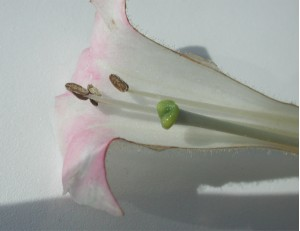